# Hela Felenbaum-Weiss
Hela Felenbaum-Weiss, geborene Felenbaum (* 2. Januar 1924 in Lublin, Polen; † 1988 in Gedera, Israel), war eine der sieben Frauen, die das Vernichtungslager Sobibór in Polen überlebten. Nach dem Aufstand von Sobibór schloss sie sich zunächst den Partisanen an und erhielt für ihre Teilnahme an den Kämpfen mit der Roten Armee im Zweiten Weltkrieg militärische Auszeichnungen.

## Flucht
Hela Felenbaum-Weiss kam am 20. Dezember 1942 in Sobibor auf einem Pferdewagen an. Dort gab sie sich bei der „Selektion“ vor den Gaskammern als kundige Wäschebüglerin aus und wurde danach in der Wäschesortierbaracke eingesetzt. Dort musste sie die Wäsche der Ermordeten aus den Gaskammern sortieren. Zudem arbeitete sie im Strickraum und musste Socken stopfen, aber auch Wäsche bügeln und waschen. Sie musste auch im Garten zur Blumenzucht für die SS-Männer arbeiten.
Felenbaum-Weiss floh mit zwei weiteren Frauen (Zelda Metz-Kelbermann und Estera Raab) während des Aufstands am 14. Oktober 1943 aus dem Lager. Sie schloss sich den Partisanen an und wurde mit der Tapferkeitsmedaille und dem Roten Stern ausgezeichnet. Fünf weitere Auszeichnungen erhielt sie durch die Rote Armee vom 1. Oktober 1944 bis zum 8. Mai 1945 für ihre Teilnahme an Kämpfen während des Zweiten Weltkriegs.

## Späteres Leben
In der Tschechoslowakei heiratete sie einen Soldaten. Gemeinsam mit ihrem Mann emigrierte sie nach Israel, wo sie Mutter von drei Kindern wurde.